# Manic Miner
Manic Miner es un videojuego originalmente creado para ZX Spectrum que gozó de bastante renombre en la década de los 80. Dicho videojuego nos ponía en el papel de un minero con el cual teníamos que recorrer varias salas del interior de una mina. Era necesario reunir una serie de objetos antes de alcanzar la salida que nos permitiera pasar a la siguiente sala, así como esquivar enemigos y trampas cuyo contacto provocaba la muerte instantánea, muerte que también se producía si caíamos desde una altura elevada. Por si fuera poco, el personaje disponía de una cantidad limitada de oxígeno que se iba agotando poco a poco.
Manic Miner hacía alarde de un colorido diseño de niveles que lo elevó a lo más alto en el mundo de los videojuegos, posteriormente dio paso a una secuela con un número de pantallas considerablemente mayor (60), llamada "Jet Set Willy".

## Curiosidades
Las capacidades gráficas del Spectrum permitían la alternancia automática de los colores de fondo y de primer plano, lo que permitió que la imagen de carga formara una animación sin intervención por parte del software, alternando las palabras "Manic" y "Miner".
Fue el primer juego de ZX Spectrum en el que el desarrollo de la partida estaba acompañado de una melodía, conocida como En el Salón del Rey de la Montaña, de la suite Peer Gynt de Grieg.  La música de fondo continua requería atención constante de la CPU, por lo que hasta el momento se había pensado que era técnicamente imposible. Durante la pantalla del título, se escuchaba el vals El Danubio Azul, de J. Strauss hijo.
El código de la puerta trasera para hacer trampa en el juego, era el número "6031769", que el programador Matthew Smith tomó de su permiso de conductor.

## Listado de niveles
1. Central Cavern
2. The Cold Room
3. The Menagerie
4. Abandoned Uranium Workings
5. Eugene's Lair
6. Processing Plant
7. The Vat
8. Miner Willy meets the Kong Beast
9. Wacky Amoebatrons
10. The Endorian Forest
11. Attack of the Mutant Telephones
12. Return of the Alien Kong Beast
13. Ore Refinery
14. Skylab Landing Bay
15. The Bank
16. The Sixteenth Cavern
17. The Warehouse
18. Amoebatrons' Revenge
19. Solar Power Generator
20. The Final Barrier